# Барбантан
Барбантан (фр. Barbentane) насеље је и општина у југоисточној Француској у региону Прованса-Алпи-Азурна обала, у департману Ушће Роне која припада префектури Арл.
По подацима из 2011. године у општини је живело 3.899 становника, а густина насељености је износила 143,72 становника/km². Општина се простире на површини од 27,13 km². Налази се на средњој надморској висини од 51 метар (максималној 167 m, а минималној 12 m).

## Демографија
| 1962. | 1968. | 1975. | 1982. | 1990. | 1999. | 2011. |
| ----- | ----- | ----- | ----- | ----- | ----- | ----- |
| 2.616 | 2.795 | 2.864 | 3.201 | 3.273 | 3.645 | 3.899 |

График промене броја становника у току последњих година